# Zwergbilchbeutler

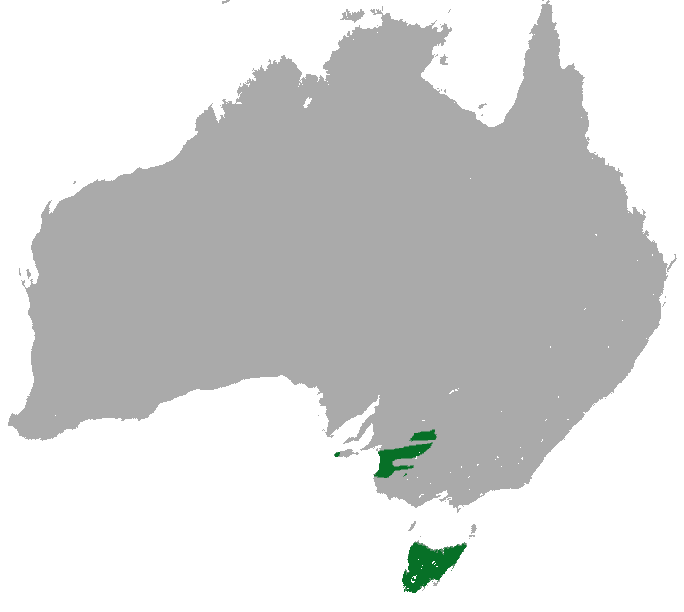
Verbreitungsgebiet (grün) des Zwergbilchbeutlers

Der Zwergbilchbeutler (Cercartetus lepidus), auch Tasmanischer Schlafbeutler genannt, ist ein Kleinsäuger, der im südöstlichen Australien (westliches Victoria bis südöstliches Südaustralien), auf Tasmanien sowie Kangaroo Island heimisch ist. Er wird zur Familie der Bilchbeutler gezählt. Die Population auf dem australischen Festland unterscheidet sich genetisch von der tasmanischen Population und ist möglicherweise eine eigenständige Art.

## Merkmale
Der Zwergbilchbeutler ist mit einer Körperlänge von 5,0 bis 7,3 Zentimetern, einer Schwanzlänge von 6,0 bis 7,5 Zentimetern und einem Gewicht von 6 bis 10 Gramm der kleinste Vertreter der Possums.
Die Augen sind groß, die Schnauze ist kurz und die Ohren sind abgerundet. Das Fell ist auf dem Rücken graubraun, der Bauch ist grau. Die graue Bauchfärbung unterscheidet den Zwergbilchbeutler von allen anderen Schlafbeutlerarten, vor allem vom Dünnschwanz-Schlafbeutler (Cercartetus concinnus), der einen weißen Bauch hat. Der Langschwanz-Schlafbeutler (C. caudatus) hat einen dagegen einen längeren Schwanz als der Zwergbilchbeutler und vom Dickschwanz-Schlafbeutler (C. nanus) unterscheidet sich der Zwergbilchbeutler durch seine Kleinheit und das Vorhandensein eines vierten Molars im Ober- und Unterkiefer.

## Lebensweise
Zwergbilchbeutler kommen in Trockenwäldern und Heiden vor, auf dem Festland auch im Mallee, auf Kangaroo Island und auf Tasmanien auch in Hartlaubwäldern, aber nicht in Regenwäldern oder auf Tasmanien in alpinen baumlosen oder baumbestandenen Zonen. Im Lebensraum kommen  Eukalypten, Akazien, Banksien, Zylinderputzer, Schmuckzypressen, Hakea- und Leptospermum-Arten sowie Myrtenheiden vor. Zwergbilchbeutler sind nachtaktiv und verbringen den Tag in selbstgebauten Nestern und in Vogelnestern, in Baumhöhlen, unter Baumstümpfen oder großen Büscheln von Stachelkopfgräsern, hinter losen Rindenstücken, in den Kronen von Grasbäumen oder zwischen den vertrockneten Blütenständen der Banksien. Sie sind sehr agil und gute Kletterer, die ihre Nahrung sowohl im Unterholz als auch auf hohen Wipfeln suchen. Zwergbilchbeutler ernähren sich von Insekten, Nektar und Pollen. Die Nektar- und Pollenaufnahme wurde bei Banksien, Eukalypten, Astroloma- und Leptospermum-Arten beobachtet.
In der kälteren Jahreszeit fallen die Tiere oft in einen Schlafzustand (Torpor), bei dem die Körpertemperatur sinkt und die Aufnahme von Sauerstoff auf bis zu 1 Prozent des Normalwertes fällt.

## Fortpflanzung
Zwergbilchbeutler vermehren sich auf dem australischen Festland das ganze Jahr über mit der höchsten Geburtenrate im späten Südwinter. Auf Tasmanien vermehren sie sich im Frühling und im Sommer. Die unterschiedlichen Fortpflanzungszeiten könnten mit dem Nahrungsangebot in der jeweiligen Jahreszeit korrelieren. Meist werden zwei bis vier Jungtiere geboren, in seltenen Fällen auch mehr, maximal acht. Die Jungtiere verlassen etwa 42 Tage nach der Geburt den Beutel und werden mit einem Alter von ca. 90 Tagen entwöhnt.

## Gefährdung und Schutzmaßnahmen
Ein nach den Buschfeuern auf Kangaroo Island gefundener Zwergbilchbeutler

Link zum Bild

Zu den Hauptbedrohungen dieser Art zählen Buschfeuer, die Umwandlung ihres Lebensraums in Viehweiden sowie die Nachstellung durch verwilderte Hunde und Hauskatzen. Bei der letzten Bewertung des Gefährdungsstatus im Jahr 2015, stufte die Weltnaturschutzorganisation IUCN den Zwergbilchbeutler in der Kategorie „nicht gefährdet“ (Least Concern) ein, da die Spezies zu diesem Zeitpunkt, insbesondere auf Tasmanien, relativ häufig anzutreffen war.
Durch die verheerenden Buschbrände in Australien 2019/2020 wurde ein Großteil des Lebensraumes der Kleinsäuger vernichtet – auf Kangaroo Island waren es insgesamt 90 Prozent. Forscher waren daher erleichtert, bei einer nach den Bränden erfolgten groß angelegten Suchaktion, überlebende Schlafbeutler zu finden. Die Bedrohung durch Fressfeinde ist jedoch in der verbrannten Landschaft stark erhöht, bis diese sich regeneriert hat.